# La cacera del tabladillo
La cacera del tabladillo a Aranjuez és un oli de Juan Bautista Martínez del Mazo, pintat devers 1640. L'obra mostra la cort de Felip IV quan caça uns cérvols als voltants del Palau d'Aranjuez. Es conserva al Museu del Prado, que el va comprar al col·leccionista alemany A. S. Drey, de Múnic, el 1934, finançat amb fons del llegat Conde de Cartagena.

## Anàlisi
El 1666 apareix a l'inventari del Real Alcàsser de Madrid. Isabel de Farnesio el va portar al Palau del Pardo, on es va inventariar el 1714. Més tard va tornar a l'Alcàsser, on es trobava abans de l'incendi de 1734. Durant la Guerra de la Independència Espanyola, José Bonaparte el va treure del Pardo i el va portar a França. Després de la ruïna de l'enderrocat rei d'Espanya, va ser venut a Lord Ashburton. D'ençà va passar a col·leccions alemanyes, com la Sedelmayer; o hongareses, com la de Marcel de Nemes.
És una escena cortesana. Al tabladillo es troben la reina Isabel de Borbó, les seves dames i tres religioses. A baix, al camp, hi ha el rei, el seu germà, el cardenal-infant Ferran d'Àustria, i els servents. D'aquests destaca un nan negre. Un dels gossos de cacera s'ha identificat amb un dels que acompanyen el príncep a El príncep Baltasar Carles caçador. La petjada de Velázquez, sogre i mestre de Mazo, és inconfusible.